# Parafia Przenajświętszej Trójcy w Stębarku
Parafia Przenajświętszej Trójcy w Stębarku – parafia rzymskokatolicka znajdująca się w archidiecezji warmińskiej, w dekanacie Grunwald.